# 叉枝蕕屬
叉枝蕕屬（学名：Tripora）是唇形科下的一个属。

## 下属物种
本属包括以下物种：
- 莸 Tripora divaricata (Maxim.) P.D.Cantino